# Artemis 3
Artemis 3 (ufficialmente Artemis III) è il terzo volo pianificato della navicella spaziale Orion della NASA ad essere lanciato sullo Space Launch System. Inizialmente previsto per il lancio nel 2025, il lancio non avverrà prima del 2026,, anche a seguito del fallimento parziale del primo lancio dello Starship di SpaceX Artemis 3 dovrebbe essere la seconda missione con equipaggio del programma Artemis e il primo allunaggio con equipaggio dall'Apollo 17 nel 1972.
Nell'agosto 2023, a causa dei ritardi nello sviluppo di Starship, i funzionari della NASA hanno ipotizzato che Artemis 3 potrebbe essere lanciata senza equipaggio per un allunaggio di prova, e che la missione che avrebbe riportato l'uomo sulla Luna sarebbe stata la successiva, Artemis 4.
A dicembre 2023, un rapporto del Government Accountability Office ha indicato che è improbabile che una missione con equipaggio possa allunare prima del 2027. Oltre ai lenti progressi della navetta di SpaceX, è stato evidenziato il ritardo anche nello sviluppo delle nuove tute spaziali della Axiom, che devono rispondere ai requisiti richiesti dalla NASA.

## Missione

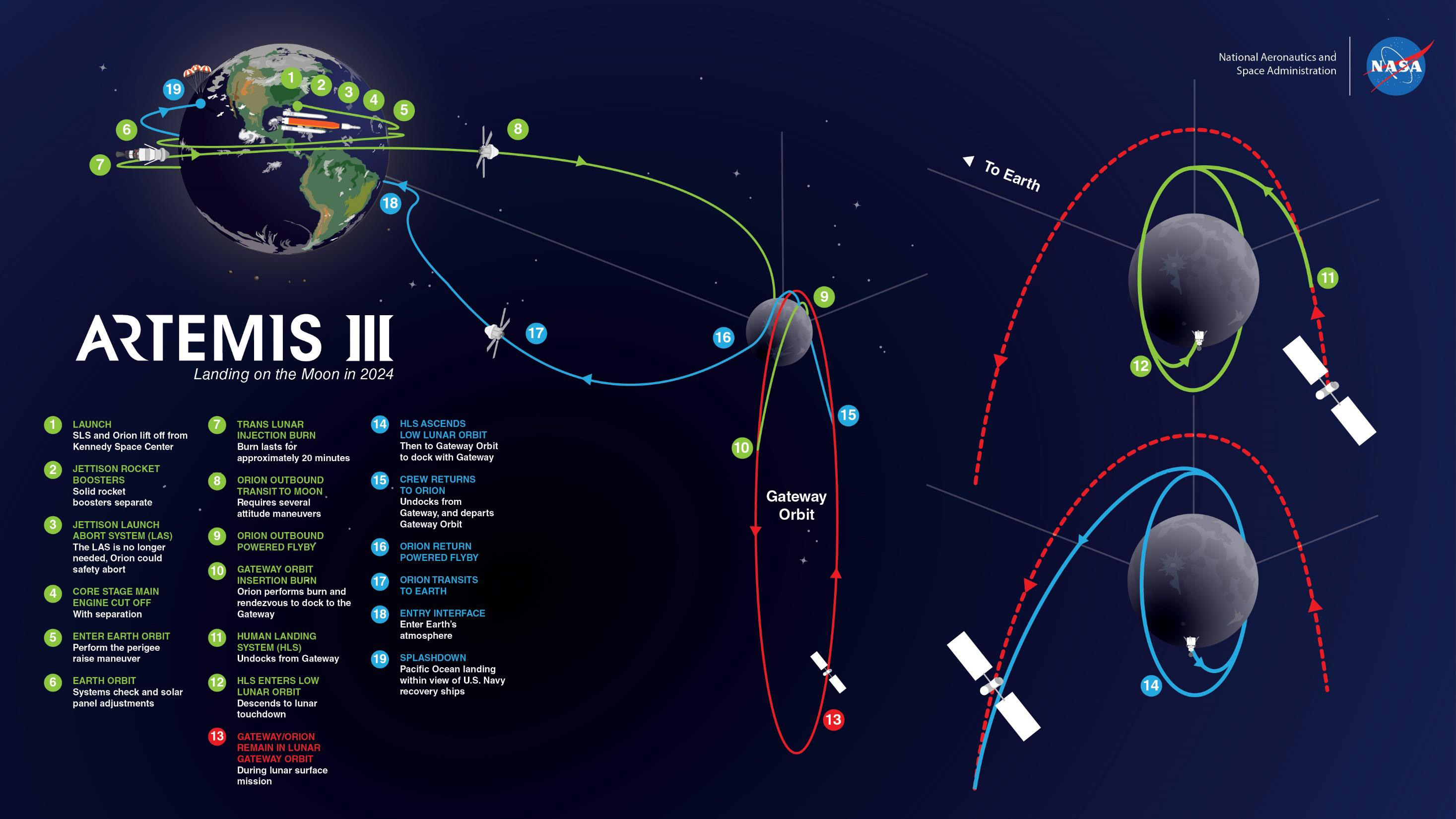
Piano della missione

Artemis 3 farà allunare un equipaggio nella regione polare meridionale della Luna. Si prevede di portare due astronauti sulla superficie per circa una settimana. La missione, inoltre, sarà la prima a portare una donna sul satellite. Mentre fino a quattro astronauti lasceranno la Terra a bordo di Orion, la missione di superficie con l'HLS (Human Landing System) sarà composta da due membri dell'equipaggio. I restanti astronauti rimarranno a bordo del complesso orbitale Gateway / Orion. I due astronauti rimarranno sulla superficie per 5-6 giorni conducendo fino a quattro passeggiate. Una serie di osservazioni scientifiche saranno eseguite, incluso il campionamento del ghiaccio d'acqua. Prima dell'arrivo dell'HLS, alcune apparecchiature aggiuntive saranno pre-posizionate sulla superficie, incluso un rover non pressurizzato che gli astronauti utilizzeranno durante le loro passeggiate. Questo rover avrà la capacità di essere controllato a distanza.